# Casimiro Gennari
Casimiro Kardinal Gennari (* 29. Dezember 1839 in Maratea; † 31. Januar 1914 in Rom) war ein Kurienkardinal der römisch-katholischen Kirche.

## Leben
Casimiro Gennari wurde 1839 in Maratea geboren. Er besuchte eine Jesuitenschule in Neapel und studierte am Priesterseminar in Salerno.
Am 21. März 1863 empfing er in Salerno das Sakrament der Priesterweihe. Anschließend wirkte er als Seelsorger in der Diözese Conversano. Er war der Gründer der monatlichen erscheinenden Zeitung Il Monitore Ecclesiastico.
Am 13. Mai 1881 wurde er zum Bischof von Conversano ernannt. Die Bischofsweihe spendete ihm Edward Henry Kardinal Howard am 15. Mai desselben Jahres in der Kirche Sant’Alfonso all’Esquilino; Mitkonsekratoren waren François de Sales Albert Leuillieux, Erzbischof von Chambéry, und Herbert Vaughan, Bischof von Salford. Am 15. November 1895 wurde er zum Assessor der Kongregation der römischen und allgemeinen Inquisition berufen und am 6. Februar 1897 zum Titularerzbischof von Naupactus ernannt. Zugleich verwaltete er weiterhin das Bistum Conversano.
Papst Leo XIII. nahm ihn am 15. April 1901 als Kardinalpriester von San Marcello in das Kardinalskollegium auf. Er war Teilnehmer am Konklave des Jahres 1903, das Papst Pius X. wählte. Pius X. ernannte ihn am 20. Oktober 1908 zum Kardinalpräfekten der Konzilskongregation.
Gennari starb am 31. Januar 1914 im Rom. Sein Grab befindet sich in der Familienkapelle auf dem örtlichen Friedhof von Maratea.